# Szárd Akció Párt
A Szárd Akciópárt (szárdul Partidu Sardu, olaszul Partito Sardo d'Azione, rövidítése PSdA) egy regionalista, szeparatista politikai párt Szardínián. Annak ellenére, hogy hagyományosan balközép irányultságú, manapság a jobbközép koalíció részeként az Északi Ligával van közeli viszonyban.
A PSdA a legrégebbi saját állam nélküli nemzetet képviselő párt Európában. 1984 óta az európai kisebbségeket magába tömörítő Európai Szabad Szövetség európai pártnak a tagja.

## Története

### A kezdetek
A pártot 1921-ben alapították, de rövidesen a fasizmus hatalomra kerülése alatt betiltották. A második világháború után alapította újra Emillio Lussu, a Cselekvés Párt Dél-Olaszországért felelős titkára, az alapításban emellett az antifasiszta Sassari Brigád számos veteránja és az Olasz Ellenállási Mozgalom szociáldemokratái is részt vettek. Lussu 1948-ban kilépett a pártból és megalapította a Szárd Szocialista Akciópártot (PSd'AzS), amely 1949-ben az Olasz Szocialista Párthoz csatlakozott. Innentől kezdve az 1980-as évekig a párt a kereszténydemokratákkal került szövetségbe.
Az első, 1949-es regionális választáson a párt 10,4%-ot ért el, a negyedik legerősebb helyi politikai erővé válva az eredménnyel. Az 1951-es választáson kiestek a helyi törvényhozásból, majd 1953-ban a szavazatok 7%-ával épphogy áttörték a bejutási küszöböt. 1958-ban már a kereszténydemokratákkal szövetségben került be a helyi törvényhozásba.

### Centrumból a regionalizmusba
Az 1960-as években a párt tagja lett Antonio Simon Mossa, aki a szárd függetlenség és szeparatizmus ideológiai atyja. A párt az 1970-es évekre fokozatosan hagyta el a mérsékelt, kereszténydemokratákkal fémjelzet jobbközépet és egyre inkább szeparatista szellemiségűvé vált. A párt az 1984-es és 1989-es regionális választáson 14 és 12%-os eredményt ért el. Ekkoriban a párt tagjaként a szárdista Mario Melis lett Szardínia tartományi elnöke. Elnökségét öt párti koalíció támogatta: kommunisták, szocialisták, demokratikus szocialisták és a republikánusok.
A párt az 1996-os parlamenti választásokon a balközép koalíció, az Olajfa listáján indult. A párt a 2001-es választáson viszont elutasította az Olajfával való koalíciót. A párt a helyi választásokon hosszú ideig 3-4%-ot ért el. A 2006-os regionális választáson komoly fordulatot végrehajtva, a párt az Északi Ligával indult közös listán a „Paktum az Autonómiákért” szövetség részeként, a szövetség elbukott a regionális választáson.

### Pártszakadás
A 2009-es regionális választáson a párt a jobbközép koalícióval kötött szövetséget, ami miatt a párt baloldali, szociáldemokrata szárnya kilépett a pártból és megalakították a Vörös Mórok (Rosso Mori). A Vörös Mórok a sziget szegényebb megyéiben, Nuoro és Carbonia-Iglesias megyékben ért el 7-7%-ot. A 2010-es szardíniai megyei választáson Nuoro megyében 12, Sassari megyében 6,9%-ot értek el a Vörös Mórok.
2013-ban a Szárd Akciópárt felbontotta a koalíciót a jobbközéppel.

### Koalíció a Ligával
A 2018-as parlamenti választáson a párt koalíciós megállapodást kötött a Matteo Salvini vezette jobboldali Északi Ligával. A választáson a párt 10,8%-ot ért el, a párt elnökét, Christian Solinast pedig szenátornak választották meg.